# 7587 Weckmann
7587 Weckmann este un asteroid din centura principală de asteroizi.

## Descriere
7587 Weckmann este un asteroid din centura principală de asteroizi. A fost descoperit pe 2 februarie 1992 la Observatorul La Silla de Eric Walter Elst. El prezintă o orbită caracterizată de o semiaxă mare de 2,26 ua, o excentricitate de 0,16 și o înclinație de 5,5° în raport cu ecliptica.